# Férfi 4 × 10 km-es sífutóváltó az 1964. évi téli olimpiai játékokon
Az 1964. évi téli olimpiai játékokon a sífutás férfi 4 × 10 km-es váltó versenyszámát február 8-án rendezték Seefeldben. Az aranyérmet a svéd csapat nyerte meg. A versenyszámban nem vett részt magyar csapat.

## Végeredmény
Az időeredmények másodpercben értendők.
| Helyezés | Csapat                                                                                      | Idő                                       |
| -------- | ------------------------------------------------------------------------------------------- | ----------------------------------------- |
| Arany    | Svédország (SWE) · Karl-Åke Asph · Sixten Jernberg · Janne Stefansson · Assar Rönnlund      | 2:18:34,6 35:14,2 35:00,0 34:16,8 34:03,6 |
| Ezüst    | Finnország (FIN) · Väinö Huhtala · Arto Tiainen · Kalevi Laurila · Eero Mäntyranta          | 2:18:42,4 34:52,8 35:37,6 34:01,4 34:10,6 |
| Bronz    | Szovjetunió (URS) · Ivan Utrobin · Gennagyij Vaganov · Igor Voroncsihin · Pavel Kolcsin     | 2:18:46,9 34:58,7 34:42,8 34:18,0 34:47,4 |
| 4.       | Norvégia (NOR) · Magnar Lundemo · Erling Steineide · Einar Østby · Harald Grønningen        | 2:19:11,9 35:04,8 34:48,3 34:19,8 34:59,0 |
| 5.       | Olaszország (ITA) · Giuseppe Steiner · Marcello de Dorigo · Giulio Deflorian · Franco Nones | 2:21:16,8 35:36,2 34:28,2 35:57,5 35:14,9 |
| 6.       | Franciaország (FRA) · Victor Arbez · Félix Mathieu · Roger Pires · Paul Romand              | 2:26:31,4 36:30,1 36:08,9 35:46,6 38:05,8 |
| 7.       | Egyesült Német Csapat (EUA) · Heinz Seidel · Helmut Weidlich · Enno Röder · Walter Demel    | 2:26:34,4 38:00,6 36:49,4 36:43,3 35:01,1 |
| 8.       | Lengyelország (POL) · Józef Gut Misiaga · Tadeusz Jankowski · Edward Budny · Józef Rysula   | 2:27:27,0 37:46,4 37:06,3 36:25,6 36:08,7 |
| 9.       | Svájc (SUI) · Konrad Hischier · Alois Kälin · Franz Kälin · Hans Sigfrid Oberer             | 2:31:52,8 37:32,7 37:05,1 38:18,3 38:56,7 |
| 10.      | Japán (JPN) · Takahasi Hidezo · Szató Kazuo · Kitamura Tacuo · Jahata Csógoró               | 2:32:05,5 38:02,0 37:18,4 37:18,1 39:27,0 |
| 11.      | Ausztria (AUT) · Günther Rieger · Hansjörg Farbmacher · Anton Kogler · Andreas Janc         | 2:34:48,9 39:05,8 39:11,0 38:47,0 37:45,1 |
| 12.      | Jugoszlávia (YUG) · Roman Seljak · Mirko Bavče · Janko Kobentar · Cveto Pavčič              | 2:37:30,6 39:43,1 39:38,5 38:27,4         |
| 13.      | Egyesült Államok (USA) · Mike Gallagher · Mike Elliott · Jim Shea · John Bower              | 2:39:17,3 39:48,7 39:27,6 39:45,8 40:15,2 |
| 14.      | Nagy-Britannia (GBR) · John Moore · John Dent · David Rees · Roderick Tuck                  | 2:42:55,8 39:46,0 41:26,5 41:50,7 39:52,6 |
| 15.      | Kanada (CAN) · Donald MacLeod · Martti Rautio · Eric Luoma · Franz Portmann                 | 2:44:29,1 41:07,2 41:23,1 42:58,8 39:00,0 |